# Leptataspis fulviceps
Leptataspis fulviceps är en insektsart som först beskrevs av William Sweetland Dallas 1850.  Leptataspis fulviceps ingår i släktet Leptataspis och familjen spottstritar. Inga underarter finns listade i Catalogue of Life.